# Río Pico
Río Pico är en ort i Argentina.   Den ligger i provinsen Chubut, i den sydvästra delen av landet, 1 500 km sydväst om huvudstaden Buenos Aires. Río Pico ligger 603 meter över havet och antalet invånare är 1 386.
Terrängen runt Río Pico är kuperad. Trakten runt Río Pico är nära nog obefolkad, med mindre än två invånare per kvadratkilometer..
Omgivningarna runt Río Pico är i huvudsak ett öppet busklandskap.